# Notioscopus australis
Notioscopus australis är en spindelart som beskrevs av Simon 1894. Notioscopus australis ingår i släktet Notioscopus och familjen täckvävarspindlar. Inga underarter finns listade i Catalogue of Life.